# Paul Delorme
Pour les articles homonymes, voir Delorme.
Paul Maurice Delorme, né le 26 juillet 1868 à Saint-Maurice et mort le 7 décembre 1956 à Paris, est un physicien et chimiste qui deviendra industriel après avoir participé à la fondation de la société Air liquide en 1902, dont il fut le premier président, avant de passer les rênes du groupe à son fils Jean Delorme, en 1945.

## Biographie

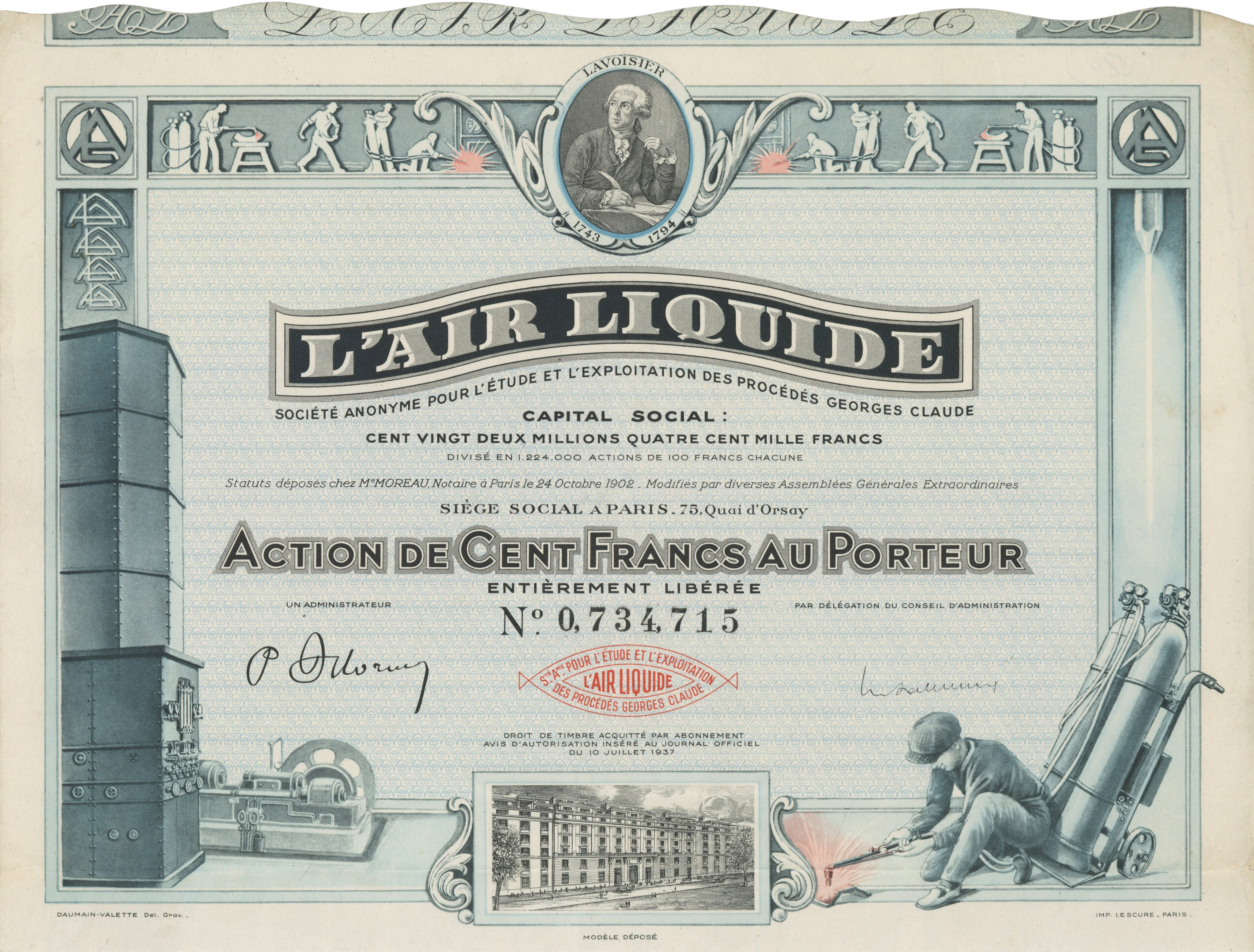
Action d'Air Liquide S.A. de 100 francs, émise à Paris le 10 juillet 1937, avec signature de Paul Delorme en tant que président de la société

Fils d'industriel, Paul Delorme, est un ancien élève de l'École supérieure de physique et de chimie industrielles de la ville de Paris. Son père dirige une fabrique de dentelles. Il devient chef du service commercial de la Thomson-Houston Electric Company, lorsque l'ingénieur Georges Claude, son camarade de promotion et ami, met au point un procédé de liquéfaction de l'air afin d'en séparer les composants. Paul Delorme et lui investissent une première somme de 7.500 francs, dépensée dans l'achat d'un moteur à air comprimé, utilisé pendant trois ans, dans une petite pièce du dépôt de La Villette que la Compagnie générale des omnibus a mise à leur disposition.
En 1902, Paul Delorme réunit 24 souscripteurs, principalement d'autres ingénieurs, pour soutenir financièrement le projet industriel, sous forme de société par actions, au capital de 100 000 francs. La première usine ouvre en France en 1905, suivie de quatre autres.
À partir de 1906, il pilote l'expansion internationale, en Belgique, en Italie, au Japon et à Hong Kong, puis en 1913 son introduction en Bourse, chez les coulissiers. En 1910, il envoie René Jacques Lévy au Canada pour créer une usine sur un terrain dans la banlieue Est de Montréal, qui aura un gros succès, mais ce dernier décède dans le naufrage du Titanic. Dans les années 1920, le développement d'Air Liquide en Chine  commence à Shanghai. Entre 1920 et 1929, Air Liquide a collecté 70 millions de francs par l'émission d'actions. Composée majoritairement d'ingénieurs, et de techniciens, elle commence à devoir compter sur la présence de petits porteurs, qui resteront dans leur majorité, relativement fidèles à la société.
En 1930, la croissance de la société a été réussie avec un endettement quasi inexistant, les quelques émissions de titres de dette représentant seulement 15 % du passif, conformément à la doctrine financière de son président : Je préfère, dit-il, mettre tous mes œufs dans un panier dont je tiens l’anse. Jamais de dettes, à court, moyen ou long terme. Mieux vaut faire appel aux actionnaires-partenaires qu’aux banquiers. Mais il ne cède pas non plus à la mode des filiales, utilisée dans les années 1920 pour les activités en forte croissance: La maison doit rester centralisée, détenir en tout lieu et à tout moment la complète propriété de ses matériels et de ses installations. En réalité, la stratégie de développement international s'accommode de filiales qui ne sont complètement intégrées à la société mère qu’une fois leur activité consolidée, épargnant Air Liquide en cas de faillite de l'une d'elles.
Dès 1928, c'est la 17e capitalisation boursière française, après la montée en puissance des sociétés industrielles françaises à la Bourse, puis la 6e en 1936. À la veille de la Seconde Guerre mondiale, l'entreprise compte déjà près de 130 usines dans le monde.
Son fils Jean Delorme prend sa succession en 1945, puis s'efface devant son propre gendre, Édouard de Royère, en 1985.